# 紐卡默冰川

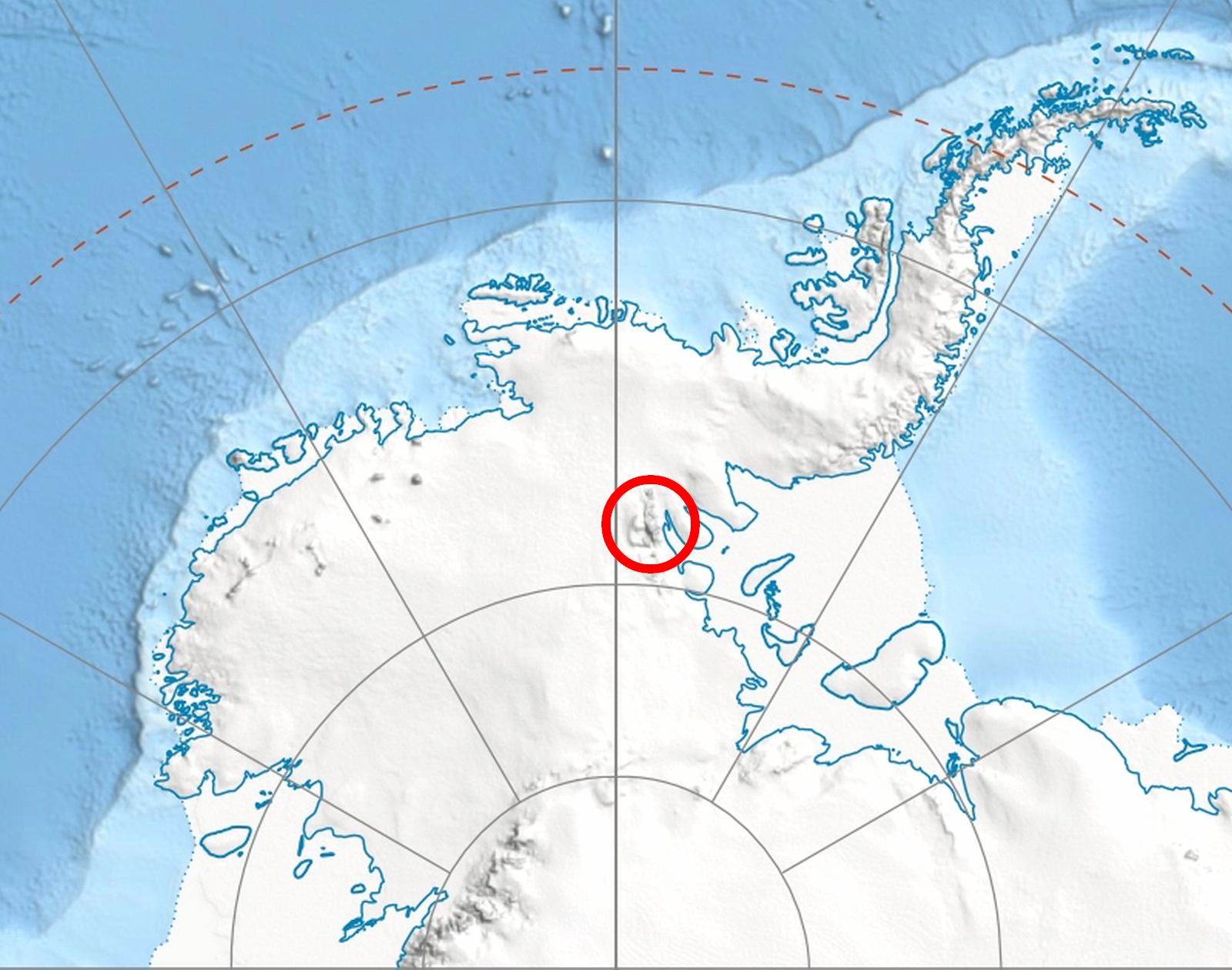

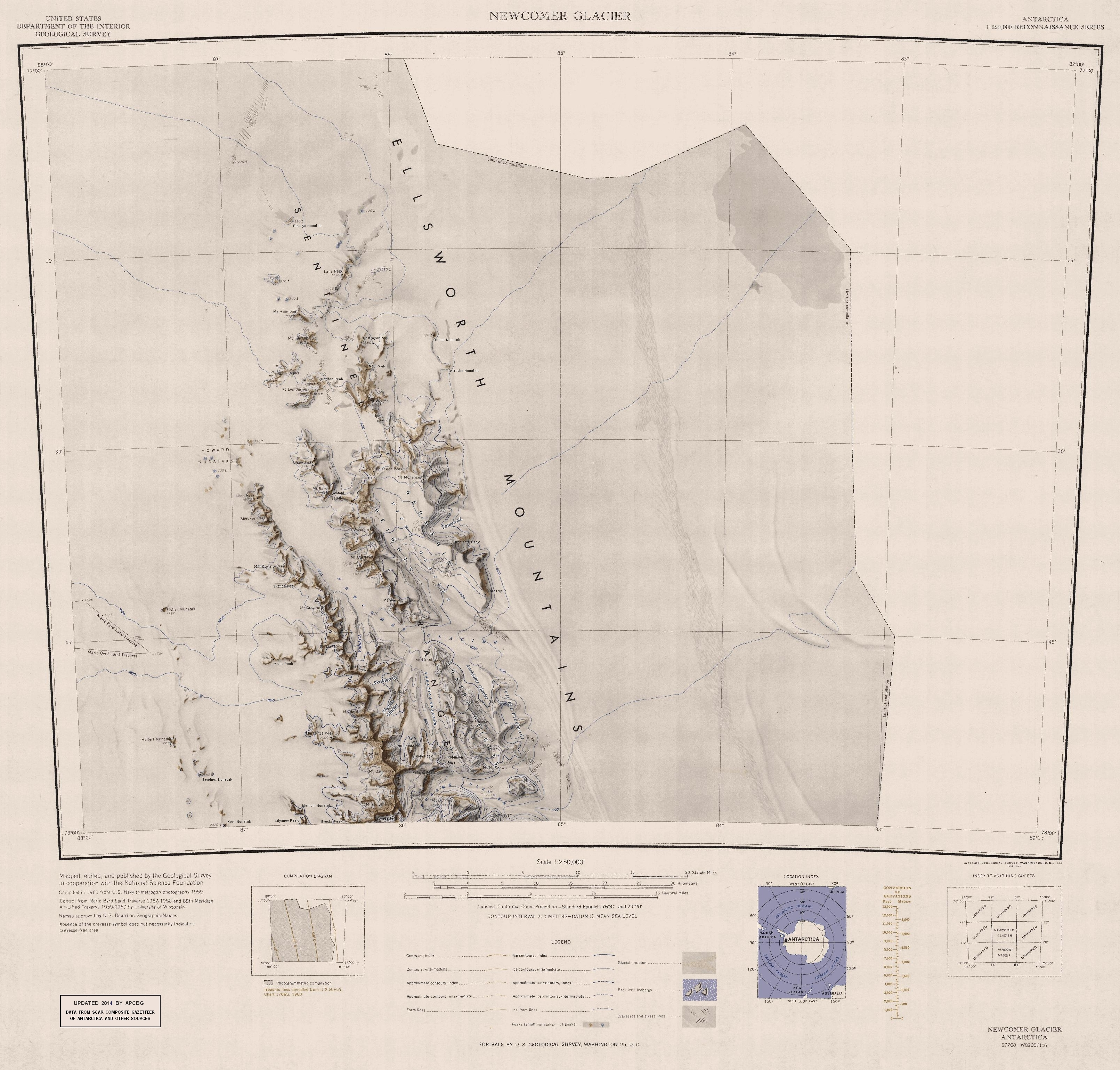

77°47′S 85°27′W / 77.783°S 85.450°W
紐卡默冰川（英語：Newcomer Glacier）是南極洲的冰川，位於埃爾斯沃思地的森蒂納爾嶺北部，全長37公里，流經艾倫峰附近，現時由南極條約體系管理。